# تفجيرات مدرسة كابل 2022
في صباح يوم 19 أبريل 2022، هزت ثلاثة انفجارات مدرسة عبد الرحيم شهيد الثانوية في منطقة دشت برجي التي يقطنها أغلبية شيعية من الهزارة، وتقع في غرب كابل أفغانستان، وأسفرت عن مقتل ستة أشخاص على الأقل وإصابة العشرات من الطلاب الآخرين، فمن بينهم كان العديد من المراهقين.

## خلفية
منذ استيلاء حركة طالبان على أفغانستان في أغسطس 2021، استهدف تنظيم الدولة الإسلامية فرع ولاية خراسان الشيعة والأقليات بشكل متكرر في البلاد، بما في ذلك تفجيرات مدرسة كابل 2021. وكان معظم الضحايا من الهزارة، الذين كانوا هدفًا لداعش في أفغانستان منذ وصول طالبان إلى السلطة، وقبل ذلك.

## هجوم
في حوالي الساعة 10 صباحًا (UTC + 4: 30)، انفجرت عبوتين ناسفتين عند مدخل مدرسة عبد الرحيم شهيد الثانوية للبنين، في حي دشت برجي في غرب العاصمة الذي يشكل الهزارة معظم سكانه. ووقع الانفجاران عندما كان طلاب الصفين الحادي عشر والثاني عشر يغادرون صفوفهم. وبعد عشر دقائق، هز انفجار آخر على بُعد بضعة كيلومترات بالقرب من مركز ممتاز للتعليم.
هرعت الطواقم الطبية إلى مكان الحادث وتم نقل الطلاب المصابين لتلقي العناية الطبية اللازمة. واشتكى المراسلون والصحفيون من أن سلطات طالبان منعتهم من الاقتراب من الجرحى الذين يتم نقلهم إلى المستشفيات المحلية. وفي اليوم التالي، أفادت الأنباء أن طالبان أعادت جثث القتلى إلى عائلاتهم، وتشير الأرقام الرسمية إلى أن عدد الضحايا قد بلغ 6 قتيلاً و25 جريحًا. وزعم البعض أن عدد الضحايا يجب أن يكون أعلى بسبب عدد الأشخاص الذين يبحثون عن أفراد عائلاتهم المفقودين.
ولم تعلن أي جهة أو منظمة مسؤوليتها عن الهجمات.

## ردود الفعل
قامت طالبان بتأمين المنطقة. وقال الناطق باسم شرطة كابل، خالد زدران، إن الانفجارات أدت إلى «سقوط ضحايا في أوساط أشقائنا الشيعة». ندد نائب المتحدث باسم حكومة طالبان بالهجوم ووصفه بأنه «جريمة ضد الإنسانية» وتعهد بالعثور على الجناة ومعاقبتهم. وأدان المتحدث باسم الخارجية الأمريكية نيد برايس الهجوم، معربًا عن غضبه من «الهجمات الشنيعة [...] في كابل، أفغانستان»، وطالب بتقديم الجناة إلى العدالة.
ونددت منظمة أنقذوا الأطفال بالهجوم قائلة «نشعر بحزن شديد إزاء التقارير التي تفيد بوجود مصابين من الأطفال وربما قتلى في الانفجارات». وأدانت لجنة الإنقاذ الدولية «التفجير غير المبرر في مدارس في كابل»، وأرسلت تعازيها إلى أسر الضحايا، وشددت على الخطر الذي يعيشه المواطنون الأفغان. كما أدانت بعثة الأمم المتحدة للمساعدة في أفغانستان الهجوم. وأكد رامز الأكبروف، نائب الممثلة الخاصة للأمين العام للأمم المتحدة، أن الهجمات ضد المدنيين والبنية التحتية المدنية، بما فيها المدارس، محظورة تماما بموجب القانون الإنساني الدولي.